# Aphytis debachi
Aphytis debachi är en stekelart som beskrevs av Azim 1963. Aphytis debachi ingår i släktet Aphytis och familjen växtlussteklar. Inga underarter finns listade i Catalogue of Life.